# Daniel Counihan
Daniel John Patrick Counihan (14. prosince 1917, Londýn - 25. března 2001, Hastings) byl britský novinář, také královský a válečný korespondent BBC. Později působil v nakladatelství Catholic Herald , je také autorem povídky pro děti Unicorn Magic (1953) . V průběhu 2. světové války se stal zaměstnancem britského ministerstva informací  a sloužil v armádě v Itálii, dosáhl hodnosti majora. Zúčastnil se vylodění u Anzia, osvobozování Říma a podílel se také na pátrání po válečných zločinech. Po válce se stal zpravodajem BBC s titulem diplomatického korespondenta. Pokrýval zpravodajsky například události v Kongu a ve Vietnamu, během diplomatické roztržky byl v roce 1971 vyhoštěn z Moskvy . Poté se stal prvním zpravodajem Commonwealthu a královským zpravodajem, kdy doprovázel královnu na zámořských cestách. Královským zpravodajem byl i jeho tchán, katolický spisovatel Wilfrid Douglas Newton (1884-1951), který ve 20. letech doprovázel na cestě do USA a Kanady prince z Walesu, tehdy budoucího krále Eduarda VIII.
Daniel Counihan byl ženatý od roku 1939 a byl otcem 8 dětí.

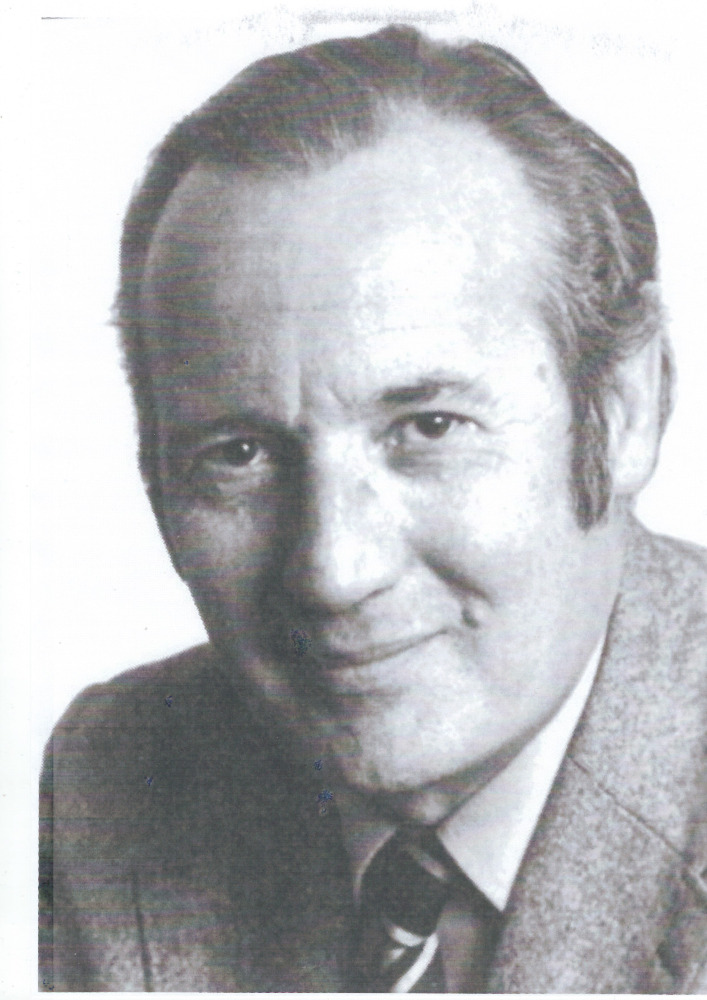
Daniel Counihan